# Vienenburg
Vienenburg este un oraș din landul Saxonia Inferioară, Germania.